# Ashcroft (British Columbia)
Ashcroft ist eine kleine Gemeinde im nördlichen Bereich des Interior Plateau von British Columbia, Kanada. Die Gemeinde liegt etwa 10 Kilometer südlich von Cache Creek und gehört zum Thompson-Nicola Regional District. Ashcroft liegt zu beiden Ufern des Thompson River.

## Geschichte
Ursprünglich wurde das Land von den First Nations besiedelt, daher geht die Geschichte weiter zurück als die durch europäische Einwanderer dominierte Geschichtsschreibung. In der Gegend um das heutige Ashcroft lebten und leben die Secwepemc. In einem Reservat, welches bis an die Gemeinde heranreicht, leben rund 265 von ihnen. Daher befinden sich hier und im Umland auch entsprechende geschichtliche Hinweise.
Die Geschichte des Dorfes ist stark mit dem Goldrausch verbunden, da die Cariboo Road (auch Cariboo Wagon Road oder Great North Road genannt) die Gemeinde passierte. Mit der Ankunft der Eisenbahn war die Gemeinde eine wichtige Station auf dem Weg zu den Goldfeldern. Fracht- und Bergbau-Lieferungen wurden hier aus dem Zug ausgeladen, um dann ihren Weg nach Norden zu den Goldfeldern mit der Postkutsche, Güterwagen oder dem Schlitten zu nehmen. Unterkünfte und Dienstleistungen erhöhten schnell den Zustrom von Menschen. Ashcroft war voll mit den Werkstätten der Sattler, Stellmacher und Schmiede. Es gab zahlreiche Pferdeställe und Lagerhallen. Während des Zeitraums von 1886 bis 1920 blühte das Dorf. Vor 1920 wurde jedoch mit dem Bau der Strecke der Pacific Great Eastern Railway nach Prince George begonnen, und Ashcroft verlor seine strategische Position als Versorgungszentrum für den Norden. Zusätzlich zu diesem Abschwung zerstörte im Jahr 1916 auch noch ein Feuer, The Great Fire, große Teile der Ortschaft. Trotz des bis dahin prosperierenden Wachstums wurde erst am 6. Oktober 1936 ein Postamt in Ashcroft eröffnet.
Seinen Namen hat das Dorf nach einer Ranch, welche zwei Brüder hier gründeten. Die beiden Brüder benannten ihre Ranch dabei nach dem Ort Ashcroft, ihrer Herkunft in England.

## Demographie
Der Zensus 2016 ergab für die Gemeinde eine Bevölkerungszahl von 1.558 Einwohnern, nachdem der Zensus 2011 für die Gemeinde noch eine Bevölkerungszahl von 1.628 Einwohnern ergab. Die Bevölkerung nahm damit im Vergleich zum letzten Zensus im Jahr 2011 um 4,3 % ab und entwickelte sich damit entgegen dem Provinzdurchschnitt, mit einer Bevölkerungszunahme von 5,6 % in der Provinz. Auch im Zensuszeitraum 2006 bis 2011 hatte die Einwohnerzahl in der Gemeinde bereits um 2,2 % abgenommen, während sie im Provinzdurchschnitt um 7,0 % zunahm.
Zum Zensus 2016 lag das Durchschnittsalter der Einwohner bei 52,0 Jahren und damit weit über dem Provinzdurchschnitt von 42,3 Jahren. Das Medianalter der Einwohner wurde mit 58,6 Jahren ermittelt. Das Medianalter aller Einwohner der Provinz lag 2016 bei 43,0 Jahren. Zum Zensus 2011 wurde für die Einwohner der Gemeinde noch ein Medianalter von 55,2 Jahren ermittelt, bzw. für die Einwohner der Provinz bei 41,9 Jahren.

## Bildung
Ashcroft gehört zu School District #74 - Gold Trail, welcher hier auch seinen Sitz hat. In der kleinen Gemeinde gibt es mehrere Schulen, unter anderem eine elementary school und eine secondary school.

## Politik
Die Zuerkennung der kommunalen Selbstverwaltung für die Ansiedlung erfolgte erst am 27. Juni 1952 (incorporated als Village Municipality). Am 31. Mai 1982 änderte sich der Status der Ansiedlung dann in den eines Dorfes (Village).
Bürgermeister der Gemeinde ist Jack Jeyes. Zusammen mit vier weiteren Bürgern bildet er für drei Jahre den Rat (council) der Gemeinde.

## Wirtschaft
Der wichtigsten Wirtschaftszweige in Ashcroft ist die Landwirtschaft. Neben dem Einzelhandel ist der Schulbezirk ein wichtiger Arbeitgeber. Weiterhin gewinnt die Suche und Förderung von Bodenschätzen an Gewicht.
Das Durchschnittseinkommen der Beschäftigten von Ashcroft lag im Jahr 2005 bei 21.460 C $, während es zur selben Zeit im Durchschnitt der gesamten Provinz British Columbia nur 24.867 C $ betrug. Der Einkommensunterschied zwischen Männern (37.616 C $) und Frauen (16.350 C $) ist in Ashcroft größer als im Landesdurchschnitt. Was damit erklärt werden kann, das die Frauen in den ländlichen Gebieten noch immer überwiegend Hausfrau sind und daher kein Einkommen erzielen.

## Verkehr
Etwa 5 Kilometer westlich der Gemeinde verläuft der Trans-Canada Highway (Highway 1). In Nord-Süd-Richtung passiert der Highway 97C Ashcroft. Ebenfalls in Nord-Süd-Richtung passieren zwei Eisenbahnstrecken, jeweils eine der Canadian Pacific Railway und der Canadian National Railway, die Gemeinde. Am Bahnhof von Ashcroft hält mehrmals die Woche ein Personenzug, The Canadian, der VIA Rail.
Über einen eigenen Flughafen verfügt die Gemeinde nicht, sie ist nur über die Flughäfen der umliegenden Gemeinden zu erreichen.
Öffentlicher Personennahverkehr wird örtlich und mit einer regionalen Verbindung über Cache Creek nach Clinton durch das „Ashcroft-Cache Creek-Clinton Transit System“ angeboten, welches von BC Transit in Kooperation betrieben wird.

## Bildergalerie

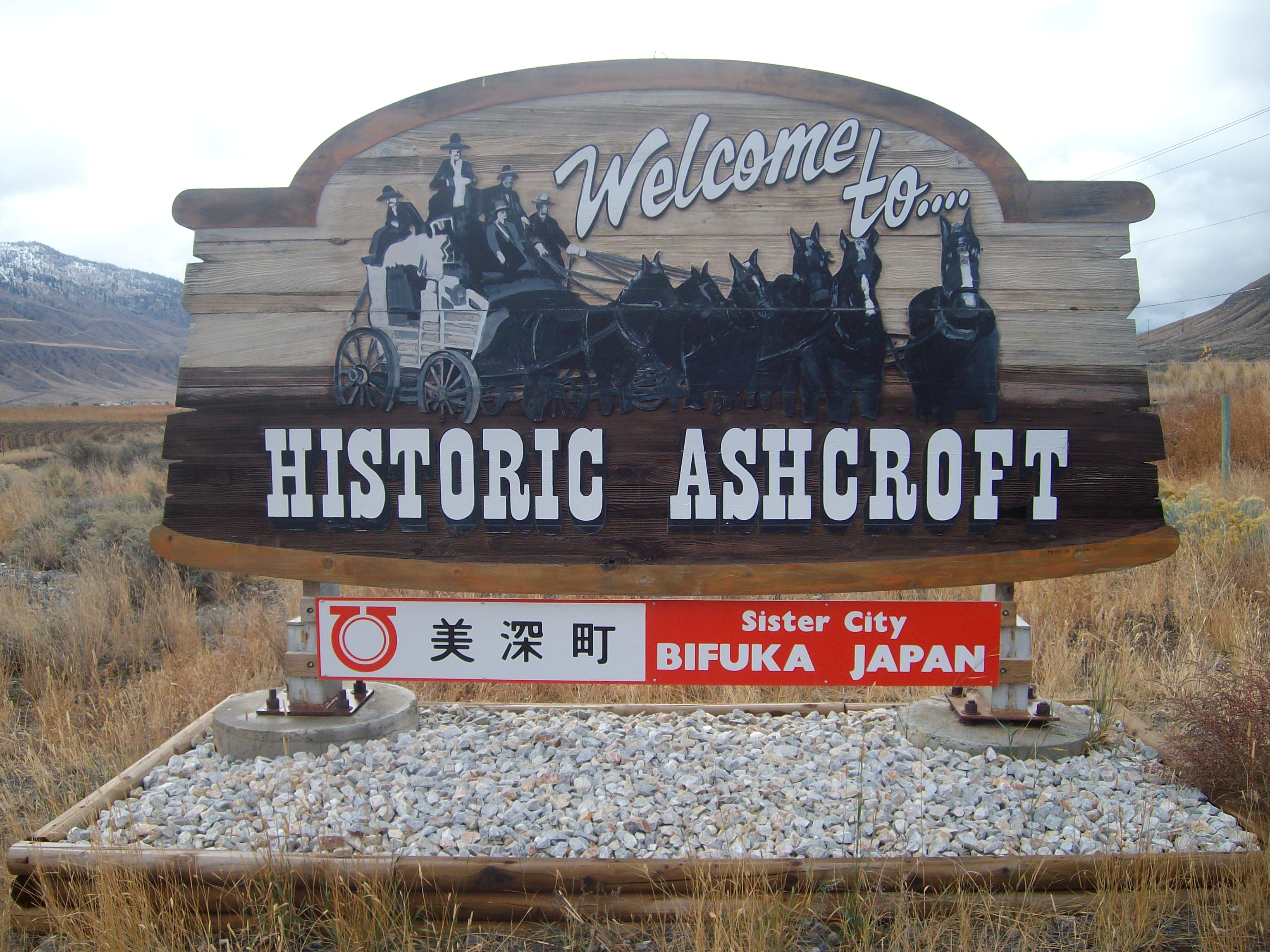
Willkommensschild
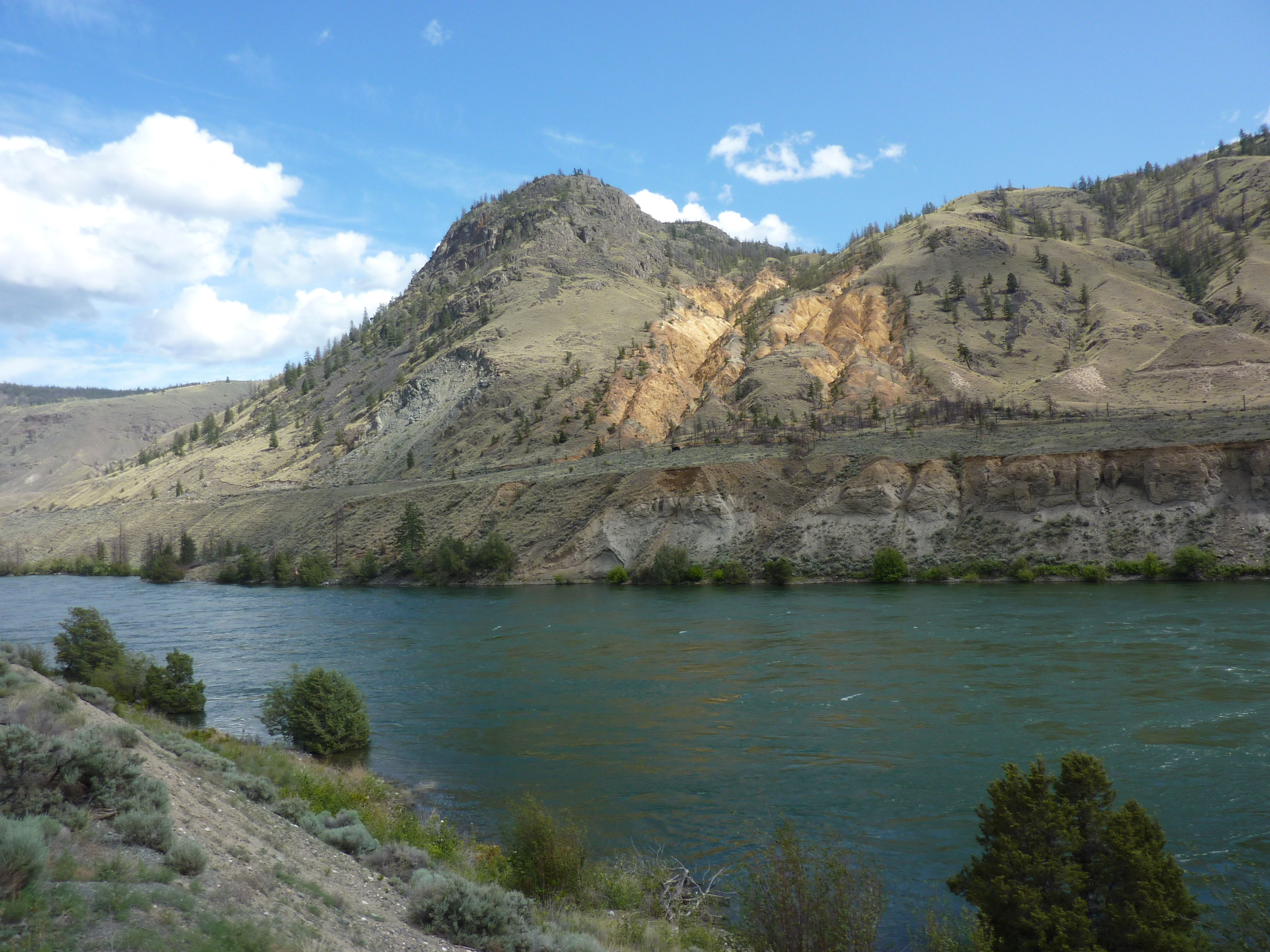
Thompson River in Ashcroft
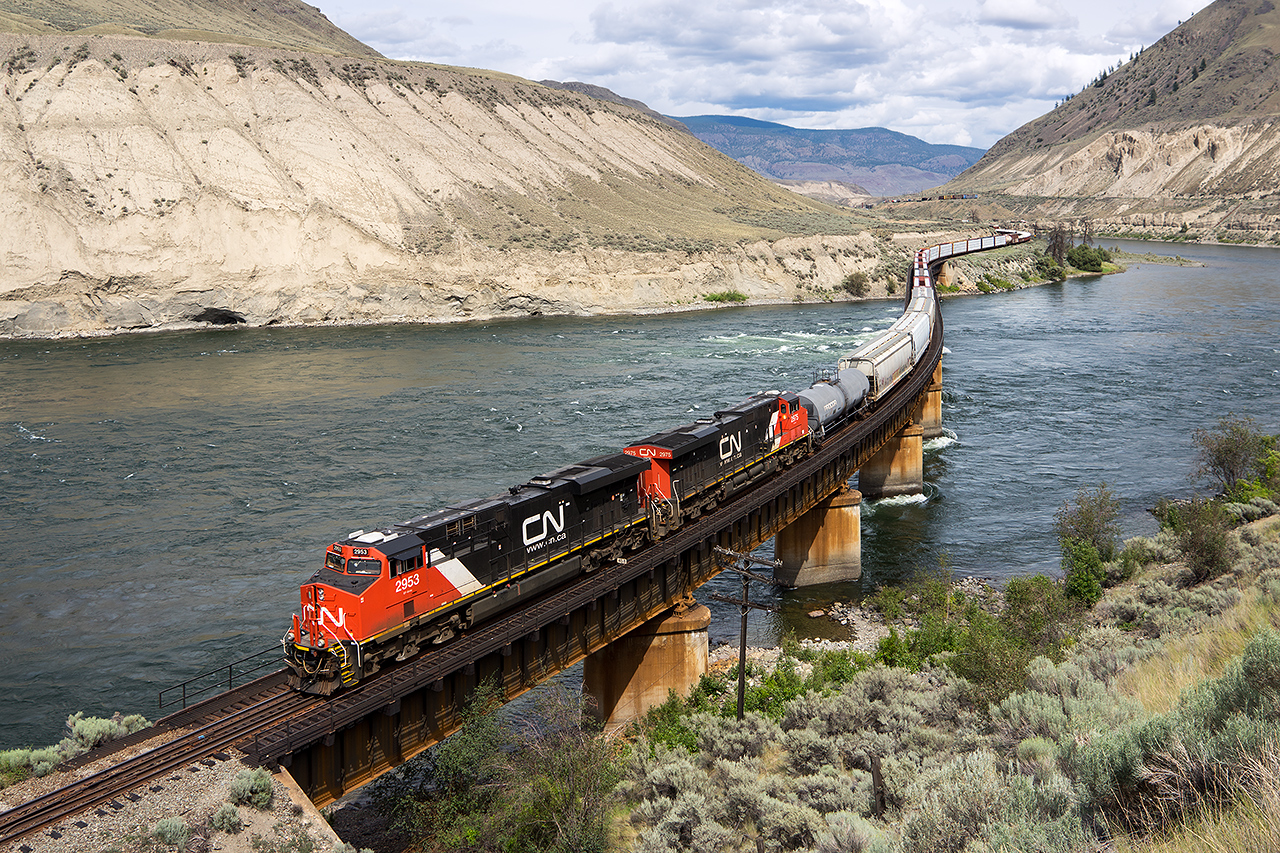
Diesellok GE ES44AC auf der Brücke über den Thompson River